# Televiscion
Televiscion è una sit-com ideata e diretta da Gennaro Nunziante nel 1997 con protagonisti Toti e Tata.

## Trama
Il programma è presentato dalla toscana Anna Meacci affiancata dalle "étoilettes" (abile gioco di parole che unisce il loro ruolo di étoiles alla scenografia del programma piena di toilettes), cinque ragazze in abiti succinti che curano la sigla e gli stacchetti.
La trasmissione è incentrata su un gioco a quiz in cui ogni settimana una coppia sposata, la cui vita è stata spiata dalle telecamere di "Televiscion" negli ultimi anni, deve rispondere a domande sulla propria vita familiare. La risposta viene poi verificata tramite un filmato che ritrae la coppia in quel momento. Le coppie che si avvicendano sono diversissime tra loro e sono tutte interpretate da Toti e Tata, i quali si dividono equamente i ruoli maschili e femminili. Nell'ultima settimana di trasmissione i vincitori delle settimane precedenti si sfidano tra loro per decretare il campione assoluto di Televiscion.
Al quiz si alternano vari momenti umoristici, come l'intervento a inizio trasmissione dell'onorevole Pinuccio Tatarella (Toti) accompagnato dal fido Simeone Di Cagno Abbrescia (Tata) e la parentesi dedicata all'informazione con la messa in onda, alternativamente, di due telegiornali: il Tc2 (diretto da Toti) e il Tj1 (diretto da Tata).
Non manca lo spazio musicale, dedicato ai Sentibilissimi, parodia delle boyband in voga negli anni '90. Si tratta di un duo (composto ovviamente da Toti e Tata, entrambi con una folta parrucca bionda) le cui canzoni trattano temi ricorrenti nell'età adolescenziale (amore, amicizia, riflessioni sull'ambito famigliare e sulla religione...).
Non manca anche lo spazio del gioco da casa dove Anna Meacci fa ruotare su una sedia girevole prima una signora anziana, la signora Ninetta, e poi il figlio Lello per raccontare dei momenti della sua vita. Improbabili spettatori da casa dovranno indovinare un momento della vita misterioso della signora nella quale in caso di errore un improbabile montepremi sale di puntata in puntata.
Una piccola parte è riservata anche a Mauro Pulpito, qui nei panni del cantante melodico Jo Sussurro, invitato in trasmissione per presentare quotidianamente un suo nuovo brano. Presentato con ammirazione dalla conduttrice, avrà a malapena il tempo di suonare la prima strofa delle sue canzoni prima che queste vengano interrotte per esigenze di palinsesto (subito dopo andava in onda la pubblicità).

## Famiglie in gara

### Famiglia De Scalzi
La prima famiglia in gara è la famiglia De Scalzi. Lui, Vito (Toti), è un delinquente barese sulla falsariga di Piero Scamarcio; lei, Llina (Tata) detta anche Samsara Pasqua, si sta convertendo al buddismo. Hanno una figlia di nome Estrada e vivono con le due mamme (interpretate da Maria Acquaviva e Federico Mario Mancini).

### Famiglia Imparato
La seconda famiglia è la famiglia Imparato. Lui, Ciro (Tata), possiede una fabbrica di scarpe; lei, Brigida (Toti), fa la casalinga. Sono napoletani e si sono sposati giovanissimi perché lei è rimasta incinta. Hanno due figli, un maschio e una femmina, una governante (Maria Acquaviva) e con loro vive anche la mamma di Ciro (Federico Mario Mancini). Elemento ricorrente dei loro filmati è il desiderio carnale di Ciro nei confronti della moglie Brigida, spesso riempita di regali molto costosi dal marito per farsi assecondare.

### Famiglia Lo Vomito
Terza famiglia in gara è la famiglia Lo Vomito. Lui, Nino (Toti), è barese e fa il metronotte; lei, Chiara (Tata), è leccese e fa la casalinga. Si tratta di una famiglia abbastanza povera e modesta. Anche loro hanno due figli, un maschio (che durante le puntate il padre scoprirà essere gay) e una femmina (che aspetta un figlio da un uomo sposato). Anche loro vivono con le due madri, sempre interpretate da Maria Acquaviva e Federico Mario Mancini (quest'ultimo nell'esilarante parte di una vecchina con l'arteriosclerosi).

### Famiglia Rizzoni
La quarta e ultima famiglia partecipante al gioco è la famiglia Rizzoni. Lui, Ludovico (Tata), è un medico; lei, Yolanda (Toti), è un avvocato. Famiglia di alta borghesia, anche loro vivono con le rispettive madri e con due figli, un maschio hippie (Toti) e una femmina che studia giurisprudenza per seguire le orme di sua madre (passando però tutti gli esami grazie al provvidenziale intervento della madre).

## Trasmissione televisiva
La sitcom è stata trasmessa per la prima volta su Telenorba e Teledue dal 24 novembre al 27 dicembre 1997. Nelle repliche successive sono state tagliate le scene in cui Toti & Tata interpretano rispettivamente Pinuccio Tatarella e Simeone Di Cagno Abbrescia, scene reintrodotte in occasione delle repliche trasmesse dal 15 aprile al 5 maggio 2020 con due puntate al giorno su Telenorba dove però sono stati tagliati gli sponsor finali.
Terminata la messa in onda del programma, ha fatto seguito una tournée portata avanti nei primi quattro mesi del 1998 nei maggiori teatri della Puglia, chiamata Televiscion Tour, con tutto il cast del programma.

## Curiosità
Sulla scenografia campeggia una grande scritta in inglese: "This is what you want, this is what you get". Television infatti rappresenta in maniera comica una forte critica alla "tv spazzatura" che in quegli anni cominciava a imperversare sempre più nelle varie emittenti televisive.